# Rånäsjulle
Rånäsjullen är en svensktillverkad julle byggd hos Otto Hallberg, på Henån, Orust. 

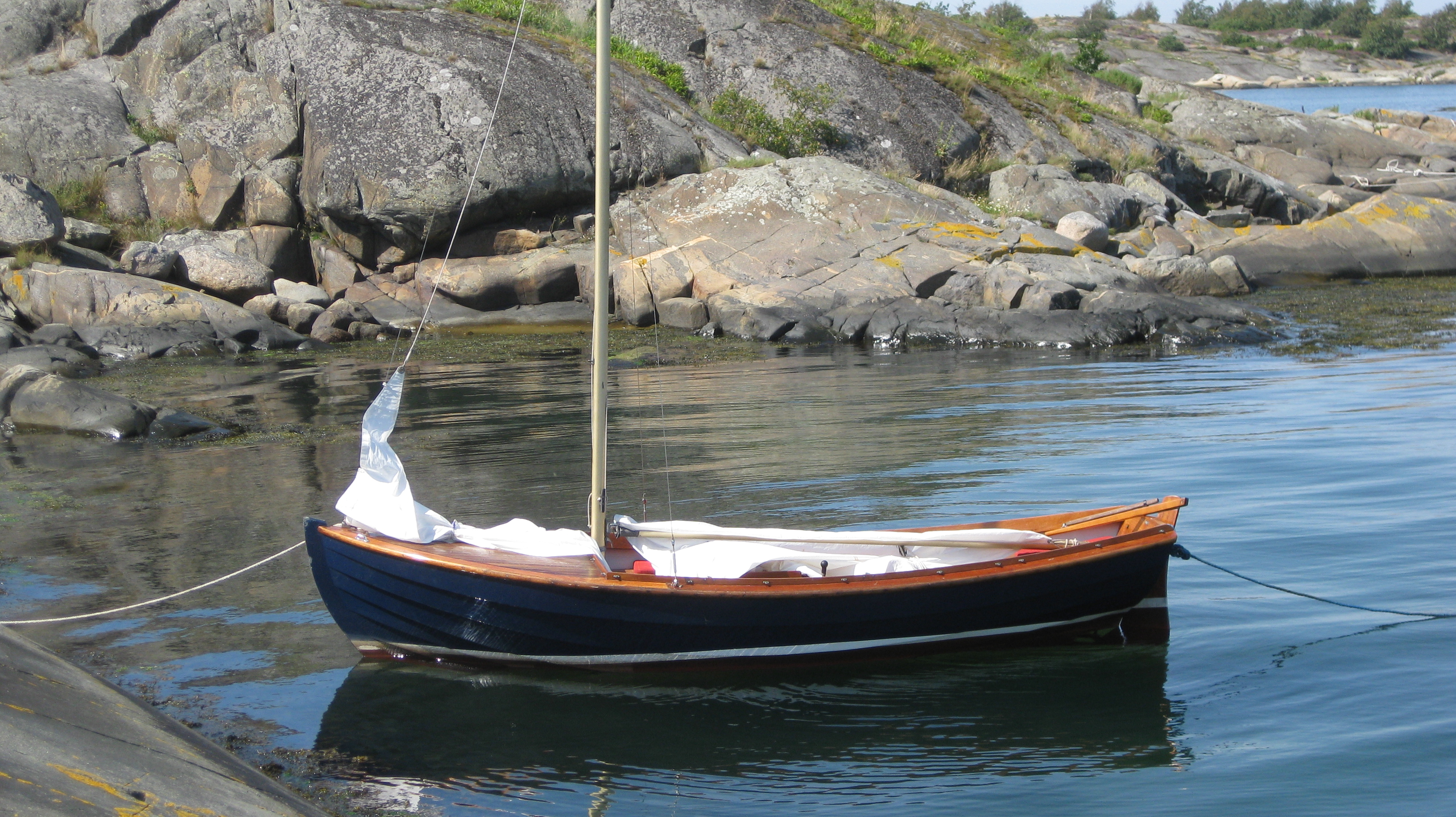
Rånäsjulle 15 fot

Jullen har ett klinkbyggt skrov i glasfiber med inredning, t.ex. tofter, i lackerad mahogny. Båten har klassiska linjer och inte sällan är skrovets utsida lackerad blå ifrån varvet, men även vita båtar förekommer. Förebilden är en traditionell typ av arbetsbåt med anor från 1700- eller 1800-talet. Långkölad.
Den gjordes i ett antal olika modeller och utföranden, både med och utan inombordare. Skrovet fanns i tre versioner (längderna 15, 20 samt 22 fot) och är format av Abel Johansson, en känd träbåtsbyggare från Kungsviken

Rånäsjulle 15 har en längd på 4,6 meter och har ett storsegel (bomsegel) och en fock samt fördäck i teak. Äldre båtar är byggda i ek samt furu, saknade ursprungligen motor och var riggade med sprisegel samt fock. 
Rånäsjullen får anses som sjövärdig även om segelegenskaperna på kryss inte är så goda. På öppna vindar går den dock bra.